# Scottish Masters
Scottish Masters var en professionell inbjudningsturnering i snooker som spelades varje år mellan 1981 och 2002, med undantag för 1988. Den har hållits på flera ställen i Skottland, bland annat Glasgow och Motherwell. Precis som i de motsvarande turneringarna Masters och Irish Masters var startfältet ganska litet; åtta spelare fram till 1987, därefter tio, fram till 1992 då startfältet utökades till tolv. Turneringen spelades sista gången år 2002, då det blev svårt att hitta sponsorer efter att tobaksreklam förbjöds.
Den första upplagan av turneringen vanns av den 19-årige Jimmy White, vilket var hans första stora titel. Det skulle dock dröja till år 1986 innan han vann sin första rankingtitel. Det enda maximumbreaket i turneringens historia gjordes år 2000 av Marco Fu i en match som han förlorade mot Ronnie O'Sullivan.
Noterbart är också att turneringen gjorde skäl för sitt namn, i de tio sista upplagorna av turneringen var det en skotte i final.

## Vinnare
| År                      | Vinnare                 | Motståndare             | Resultat                | Säsong                  |
| Lang's Scottish Masters | Lang's Scottish Masters | Lang's Scottish Masters | Lang's Scottish Masters | Lang's Scottish Masters |
| ----------------------- | ----------------------- | ----------------------- | ----------------------- | ----------------------- |
| 1981                    | Jimmy White             | Cliff Thorburn          | 9 - 4                   | 1981/82                 |
| 1982                    | Steve Davis             | Alex Higgins            | 9 - 4                   | 1982/83                 |
| 1983                    | Steve Davis             | Tony Knowles            | 9 - 6                   | 1983/84                 |
| 1984                    | Steve Davis             | Jimmy White             | 9 - 4                   | 1984/85                 |
| 1985                    | Cliff Thorburn          | Willie Thorne           | 9 - 7                   | 1985/86                 |
| 1986                    | Cliff Thorburn          | Alex Higgins            | 9 - 8                   | 1986/87                 |
| 1987                    | Joe Johnson             | Terry Griffiths         | 9 - 7                   | 1987/88                 |
| Regal Scottish Masters  |                         |                         |                         |                         |
| 1989                    | Stephen Hendry          | Terry Griffiths         | 10 - 1                  | 1989/90                 |
| 1990                    | Stephen Hendry          | Terry Griffiths         | 10 - 6                  | 1990/91                 |
| 1991                    | Mike Hallett            | Steve Davis             | 10 - 6                  | 1991/92                 |
| 1992                    | Neal Foulds             | Gary Wilkinson          | 10 - 8                  | 1992/93                 |
| 1993                    | Ken Doherty             | Alan McManus            | 10 - 9                  | 1993/94                 |
| 1994                    | Ken Doherty             | Stephen Hendry          | 9 - 7                   | 1994/95                 |
| 1995                    | Stephen Hendry          | Peter Ebdon             | 9 - 5                   | 1995/96                 |
| 1996                    | Peter Ebdon             | Alan McManus            | 9 - 6                   | 1996/97                 |
| 1997                    | Nigel Bond              | Alan McManus            | 9 - 8                   | 1997/98                 |
| 1998                    | Ronnie O'Sullivan       | John Higgins            | 9 - 7                   | 1998/99                 |
| 1999                    | Matthew Stevens         | John Higgins            | 9 - 7                   | 1999/00                 |
| 2000                    | Ronnie O'Sullivan       | Stephen Hendry          | 9 - 6                   | 2000/01                 |
| 2001                    | John Higgins            | Ronnie O'Sullivan       | 9 - 6                   | 2001/02                 |
| 2002                    | Ronnie O'Sullivan       | John Higgins            | 9 - 4                   | 2002/03                 |